# Дамвиле
Дамвиле (фр. Damvillers) насеље је и општина у североисточној Француској у региону Лорена, у департману Меза која припада префектури Верден.
По подацима из 2011. године у општини је живело 673 становника, а густина насељености је износила 36,72 становника/km². Општина се простире на површини од 18,33 km². Налази се на средњој надморској висини од 209 метара (максималној 353 m, а минималној 197 m).

## Демографија
| 1962. | 1968. | 1975. | 1982. | 1990. | 1999. | 2011. |
| ----- | ----- | ----- | ----- | ----- | ----- | ----- |
| 582   | 588   | 631   | 674   | 627   | 620   | 673   |

График промене броја становника у току последњих година